# Idaea incarnaria
Idaea incarnaria är en fjärilsart som beskrevs av Herrich-Schäffer 1848. Idaea incarnaria ingår i släktet Idaea och familjen mätare. Inga underarter finns listade i Catalogue of Life.